# Saint-Laurent-de-Belzagot
 Saint-Laurent-de-Belzagot  là một xã ở tỉnh Charente phía tây nước Pháp. Xã này có diện tích 9,99 km², dân số năm 1999 là 351 người. Khu vực này có độ cao trung bình 110mét trên mực nước biển.